# Boško Šutalo
Boško Šutalo (Metković, Dubrovnik-Nerertva, Croacia, 1 de enero de 2000) es un futbolista croata que juega en la demarcación de defensa para el Standard de Lieja de la Primera División de Bélgica.

## Biografía
Tras empezar a formarse como futbolista en las categorías inferiores del N. K. Neretva y del R. N. K. Split, finalmente en 2017 se marchó al N. K. Osijek. No fue hasta el 20 de octubre de 2018 que debutó con el primer equipo en la Primera Liga de Croacia ante el N. K. Rudeš. Después de 28 partidos con el club, el 30 de enero de 2020 se marchó traspasado al Atalanta B. C. por cinco millones de euros. Su debut con el equipo italiano se llevó a cabo el 2 de julio de 2020 en la Serie A contra el S. S. C. Nápoles al sustituir a Rafael Tolói en el minuto 89. En el equipo bergamasco estuvo temporada y media antes de ser cedido al Hellas Verona. Tras esta cesión regresó a su país para jugar en el G. N. K. Dinamo Zagreb. Allí estuvo un par de años y en julio de 2024 fichó por el Standard de Lieja.

## Clubes
| Club                   | País    | Año       | Partidos | Goles |
| ---------------------- | ------- | --------- | -------- | ----- |
| N. K. Osijek II        | Croacia | 2018-2020 | 10       | 1     |
| N. K. Osijek           | Croacia | 2018-2020 | 28       | 0     |
| Atalanta B. C.         | Italia  | 2020-2021 | 16       | 1     |
| Hellas Verona (cedido) | Italia  | 2021-2022 | 25       | 0     |
| G. N. K. Dinamo Zagreb | Croacia | 2022-2024 | 27       | 1     |
| Standard de Lieja      | Bélgica | 2024-     | 27       | 1     |

## Palmarés

### Títulos nacionales
| Título                  | Club                   | País    | Año  |
| ----------------------- | ---------------------- | ------- | ---- |
| Supercopa de Croacia    | G. N. K. Dinamo Zagreb | Croacia | 2022 |
| Primera Liga de Croacia | G. N. K. Dinamo Zagreb | Croacia | 2023 |
| Supercopa de Croacia    | G. N. K. Dinamo Zagreb | Croacia | 2023 |
| Primera Liga de Croacia | G. N. K. Dinamo Zagreb | Croacia | 2024 |
| Copa de Croacia         | G. N. K. Dinamo Zagreb | Croacia | 2024 |